# Thanlyin
Thanlyin, jadis connue sous le nom de Syriam (ou même Siriangh) est une ville de la Région de Yangon en Birmanie (Myanmar). Au sud se trouve le port de Thilawa, le principal port de haute mer du pays, sur l'embouchure de la Yangon.
Thanlyin est reliée à Rangoon par un pont sur la Bago ouvert en 1993. Un second pont est en construction depuis 2003.

## Histoire
Au tournant du XVIIe siècle, Syriam servit de base à l'aventurier portugais Philippe de Brito. Représentant officiel du roi d'Arakan, il se comportait en fait en seigneur de la guerre, louant à l'occasion ses services aux Môns dans leurs guerres contre les Birmans. Il avait néanmoins mis Pégou à sac en 1599. Syriam fut prise par les Birmans en 1613 et Brito exécuté. Thanlyin resta un port important jusqu'à sa destruction par le roi Alaungpaya en 1756.
La ville fut intégrée à l'Empire britannique en 1852, après la deuxième Guerre anglo-birmane. Les Britanniques y construisirent une raffinerie au début du XXe siècle pour traiter le pétrole extrait dans le centre du pays. Cette raffinerie fut détruite au cours de la Campagne de Birmanie et reconstruite en 1957. Elle fut agrandie en 1979 avec une assistance japonaise. À la même date, un oléoduc fut construit entre Thanlyin et le champ pétrolifère de Mann.
La ville a connu d'importants changements depuis les années 1990 : elle a finalement été reliée à Rangoon grâce au pont sur la Bago (construit de 1985-1993 avec l'assistance technique et financière de la Chine). À partir de la fin des années 1990, le port de Thilawa construit au sud de la ville a repris le trafic de porte-conteneurs du port de Rangoon.
Thanlyin abrite l'Université maritime du Myanmar, certaines facultés de l'Université Est de Rangoon et l'Université technologique de Thanlyin. Sa population est passée de 43 000 habitants en 1983 à 123 000 en 1996.

## Centres d'intérêt
La pagode Kyauktan Ye Le se trouve sur une île au sud de Thanlyin. Ce temple aurait été initialement construit par le roi Zeyasana au troisième siècle avant notre ère. Il abrite une importante collection de peintures, de sculptures et d'autres objets d'art bouddhiques.

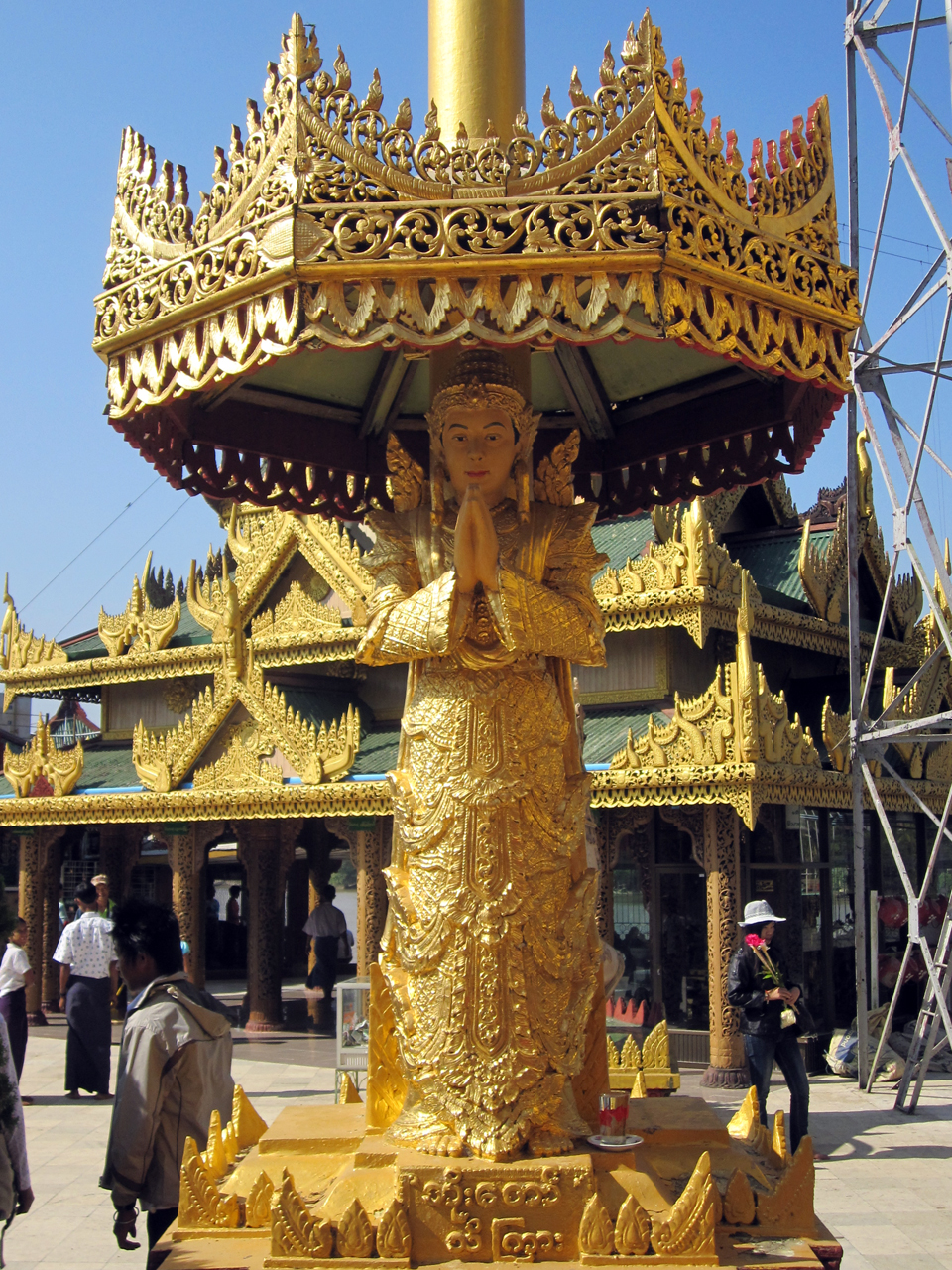
Thagyamin, roi des nats, à la Pagode Kyauktan Ye Le (2010).